# Bokspinnare
Bokspinnare (Calliteara pudibunda) är en fjäril i familjen Tofsspinnare.

## Kännetecken
Bokspinnaren är en kraftigt byggd spinnare med grå teckning. Både ljusa och mörka varianter förekommer. Hanen har ett vingspann på 33 till 47 millimeter, honan är större och har ett vingspann på 46 till 62 millimeter. Hanen har kamtandade antenner. Larven är som fullvuxen 30 till 37 millimeter lång. Färgen på larven kan variera från gröngul med röd hårpensel till brunsvart med brun hårpensel.

## Levnadssätt
Bokspinnaren är nattaktiv och lever i bokskogar eller andra ädellövskogar. Ibland kan den bli väldigt vanlig i bokskogsområden och larverna kan då kaläta bokarna. Hanarna lockas lätt till ljuset av kvicksilverlampor. Den har normalt endast en genaration och kan ses flyga från mitten av maj till mitten av juli. I sällsynta fall kan en andra generation ses i september till oktober. Honan lägger cirka 500 ägg på sydsidan av värdträdets stam (oftast en bok). Larven kläcks efter tre veckor. Unga larver kan använda spinntrådar för att spridas med vinden till andra träd. Larverna är fullvuxna efter tre månader och kan då ofta ses när de kryper ner för träden för att förpuppas i markförnan. Puppan övervintrar och kläcks på våren på dagtid.

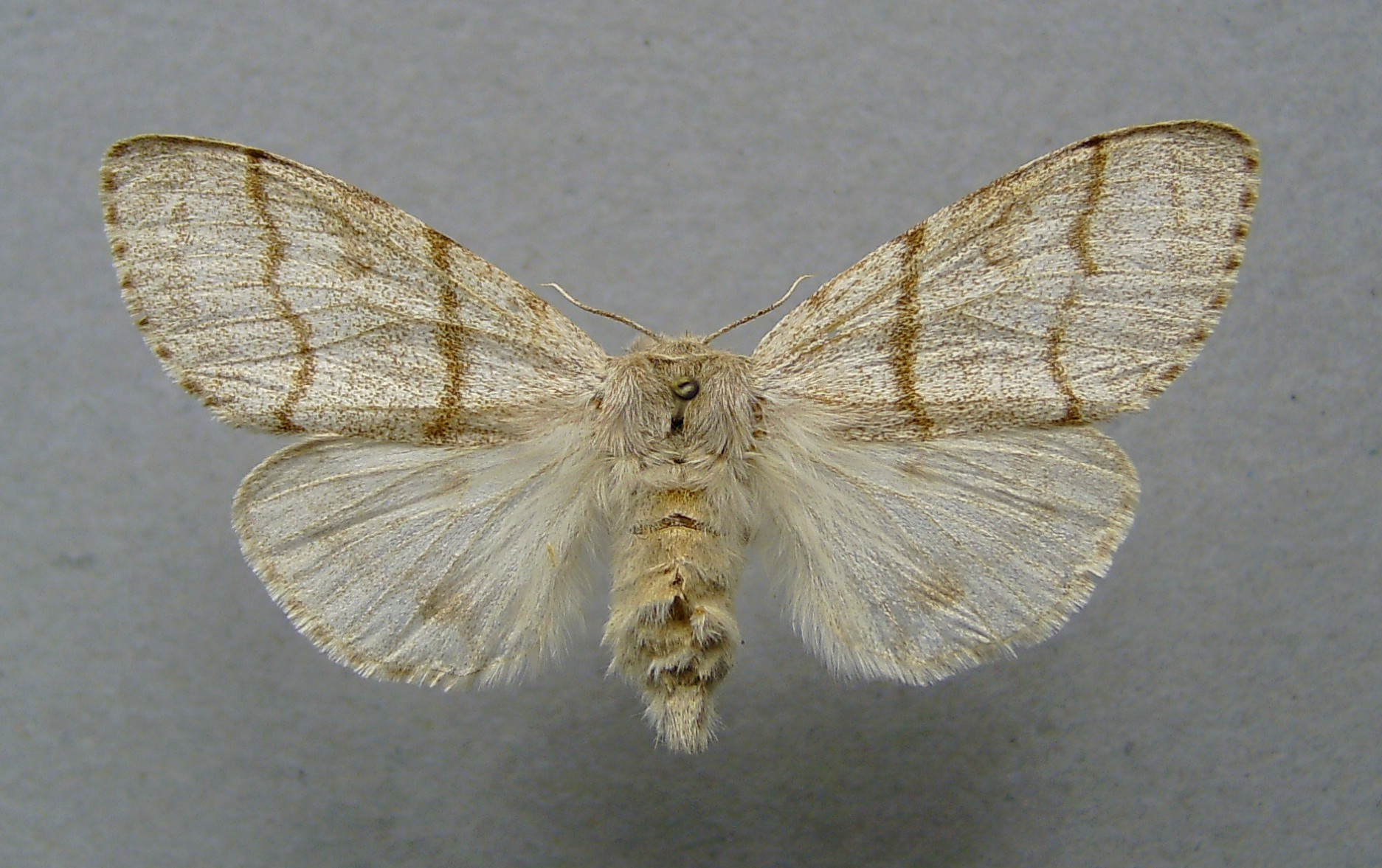
Hona

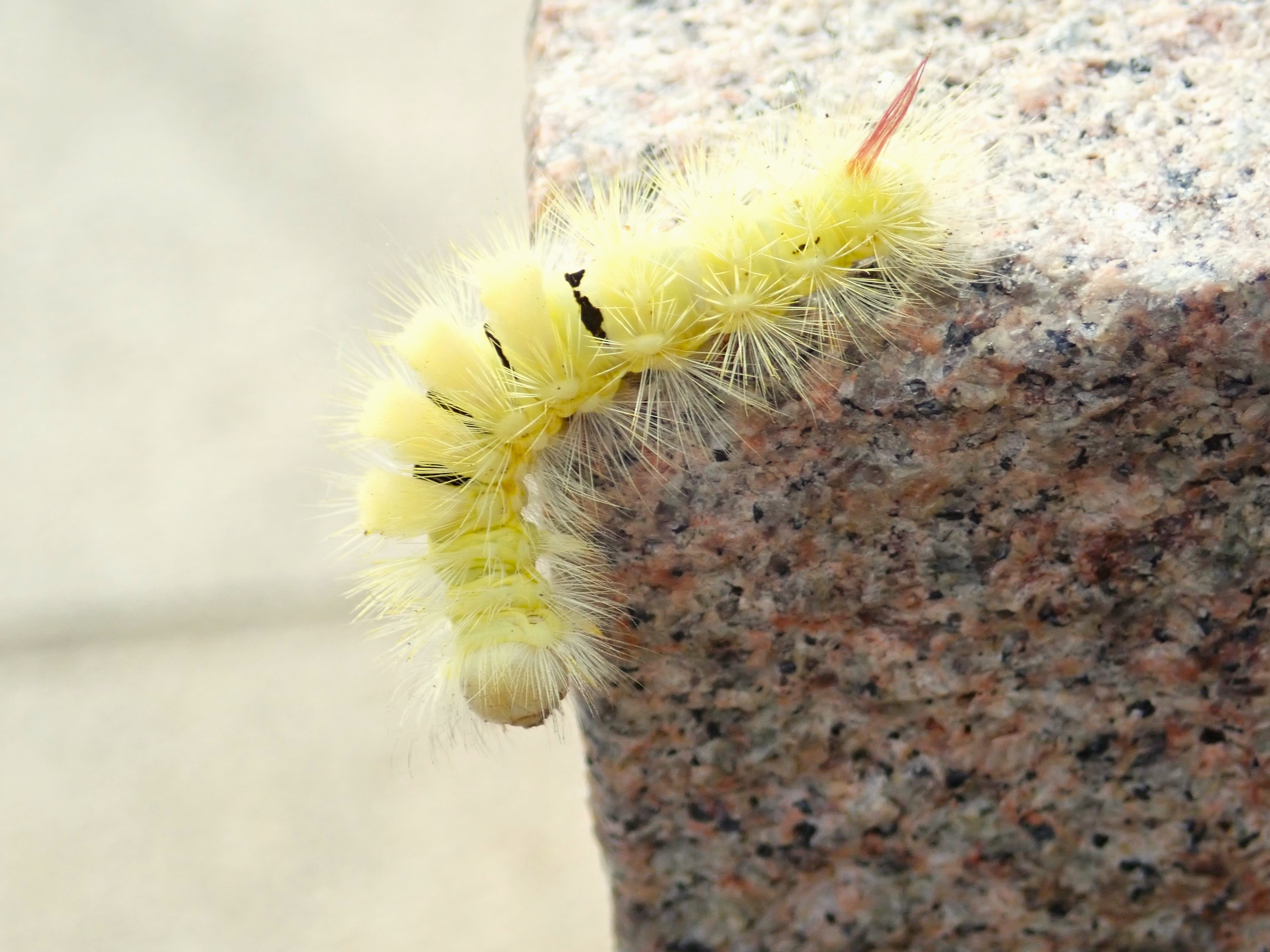
Gul larvform

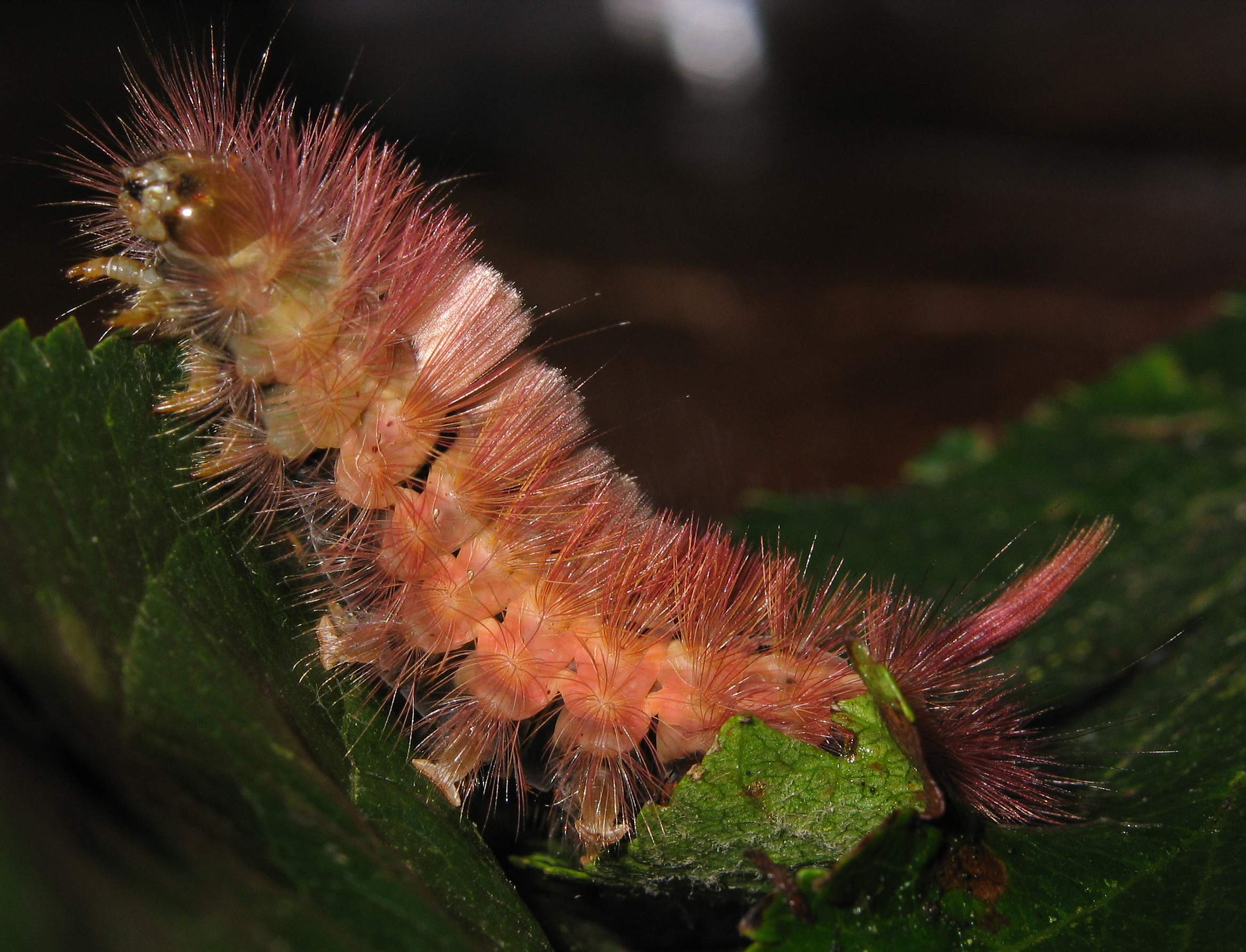
Brun larvform

## Utbredning
Bokspinnaren finns i en stor del av Europa. I öster finns den ända bort till Japan. I Sverige finns den upp till strax norr om mälardalen. I övriga Norden finns den i södra Finland och i hela Danmark. 

## Etymologi
Linné gav bokspinnaren namnet pudibunda vilket betyder 'blygsam' på latin. Det är oklart vad Linné syftar på i detta fallet, möjligen att honan täcker sina ägg.